# Francesco Maria I della Rovere
Francesco Maria I della Rovere (Senigallia, 25 de març de 1490 – Pesaro, 20 d'octubre de 1538) va ser un condottiero del Renaixement italià, duc d'Urbino i Sora.

## Biografia
Fill de Giovanni della Rovere, senyor de Senigallia i capità general de l'Església, i de Giovanna da Montefeltro, filla de Federico da Montefeltro, va ser educat en la seva joventut per l'humanista Ludovico Odasio.
El seu oncle Guidobald I Montefeltro, sense descendència directa, el va voler al seu costat a la cort d'Urbino i el 1504 el va presentar com el seu successor després d'haver-lo adoptat. El 1502 la família Della Rovere va perdre la Senyoria de Senigallia, que va ser ocupada pels seguidors de Cèsar Borja, el qual, durant aquells anys, representava la figura dominant de les Marques.
Quan el 1508, amb la mort de Guidobald I Montefeltro, es va extingir la descendència dels Montefeltro, Francesco va esdevenir Senyor d'Urbino. A més, gràcies al suport de Giuliano della Rovere, oncle seu, ascendit al tron pontifici el 1503 com a Juli II, va poder finalment recuperar el control de Senigallia.
El 1509 Francesco Maria es va convertir, com el seu pare i també per nomenament de Juli II, en Capità general de l'Església, càrrec que li va permetre distingir-se en la lluita contra Ferrara i la República de Venècia.
El 1512, després de la mort sense hereus del senyor de Pesaro, Costanzo II Sforza, el Duc va rebre també la Signoria de Pesaro. Però poc després la seva posició de privilegi s'esvairà, arran de la mort del seu oncle Juli II i l'elecció de Lleó X. El canvi d'equilibris donarà lloc a la pèrdua del Ducat d'Urbino, que el 1516 serà cedit a Lorenzo de Mèdici, nebot de Lleó X, i només es recuperarà el 1521, amb la mort del Papa.
Després d'haver combatut a Llombardia des de 1523 el 1525, durant el pontificat d'un altre Mèdici, Climent VII, Della Rovere es quedaria lentament al marge de l'escena.
Entre els últims esdeveniments viscuts com a protagonista es recorda la presa de Pavia, expugnada el 1525, i haver-se aliat amb la República de Venècia, sense poder evitar el saqueig de Roma de 1527. Posteriorment, per oposar-se al papa en el domini de les Marques, va organitzar el matrimoni del seu fill Guidobaldo II della Rovere amb Giulia da Varano.
En els últims anys del seu senyoriu va augmentar el prestigi de la seva cort, sobretot protegint les arts, com era tradició en el seu ducat. Així mateix, va invertir a millorar les obres de fortificació, ja empreses pel seu pare Giovanni que havia construït la fortalesa de Senigallia.
Va morir a Pesaro el 20 d'octubre de 1538 i el va succeir el seu fill Guidobaldo II della Rovere.

## Retrats
A la florentina Galleria degli Uffizi hi ha dos retrats del Duc d'Urbino. El primer d'ells és obra de Tiziano, que retrata Francesco Maria della Rovere amb armadura. El quadre, encomanat el 1532, va ser completat pel mateix Tiziano el 1538.
El segon retrat del Duc és de Rafael Sanzio. El quadre, que representa el subjecte en la seva joventut i es titula Retrat de jove amb poma, és de cap al 1504.
És cèlebre també un altre retrat de 1510, obra de Carpaccio, encomanat probablement pel jove cavaller amb objectius legitimatoris.